# NGC 7577
NGC 7577 (другое обозначение — PGC 70947) — галактика в созвездии Рыбы.
Этот объект входит в число перечисленных в оригинальной редакции «Нового общего каталога».